# Ранау
Ранау (индон. Ranau) — кальдера, заполненная одноимённым вулканическим озером. Находится на острове Суматра в Индонезии. Диаметр кальдеры составляет 8×13 км, абсолютная высота — 1854 м. Была образована в результате извержения 550 000 лет назад, извержения самой кальдеры не зафиксированы. Образовавшее кальдеру извержение по шкале VEI оценено в 7 баллов из 8 возможных.
Сейчас Ранау проявляет небольшую активность в виде выбросов сероводорода в воду, из-за этого в озере иногда происходит гибель рыбы. Последний раз это происходило в апреле 2011 года.